# 暴力波止場

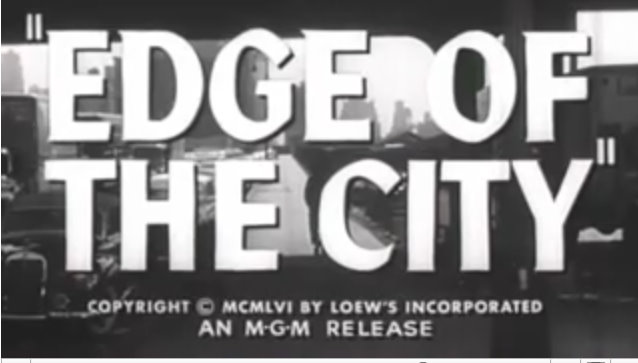
予告編

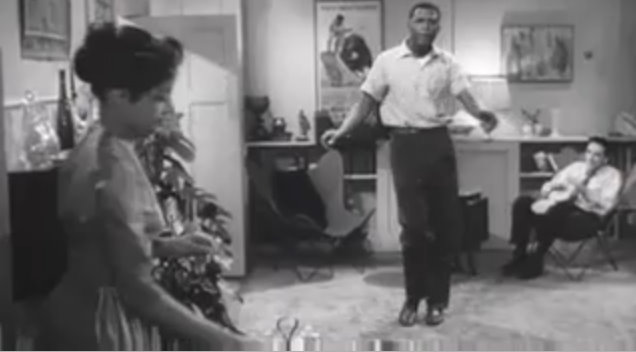

『暴力波止場』（ぼうりょくはとば、原題：Edge of the City）は、1957年1月29日にアメリカ合衆国で公開されたモノクロ映画。
赤狩りでテレビから舞台に移っていたマーティン・リット監督のデビュー作である。2年前に放映されたテレビドラマの映画化である。白人と黒人の友情というテーマがまだ理解されず、南部では上映されず一部の館では上映を拒否されて、興行的にはふるわなかったが、好意的批評は多かった。

## あらすじ
マンハッタンのウエストサイドに何かに追われるように革ジャンの若者が職を探しにやってくる。つてを頼って親方のチャーリーに雇ってもらうが、ドックには白人で横暴なチャーリーの率いるチームと、黒人で人情味あるトミーのチームに分かれていた。アクセルはトミーと家族ぐるみのつき合いにまでなり、トミーの奥さんから友人ヘレンを紹介されたりもするようになる。アクセルがトミーのチームに移ったところ、アクセルが軍隊からの脱走者であることを知っていたチャーリーは脅しをかける。ドックから逃げようとするアクセルを止めようとするトミーに、捕まると20年の刑が待っている身であることを告白する。ある日、アクセルとチャーリーの口論に仲裁に入ったトミーに、チャーリーは「黒」とののしり、ふたりの間でとうとう決闘が始まる。結局トミーはドッカーズ・フックで刺されて死んでしまう。
警察の捜査が始まってもドッカーたちは協力的ではない。あれは真っ当な勝負だったからというので誰も証言しようとしないのである。家族の元に身を隠そうと、アクセルがトミーの未亡人に別れを告げに行ったとき、「あなたはトミーの友人ではない」と面罵される。アクセルは監獄に入ることを覚悟で警察に出頭しようとする。それを止めようとするチャーリーと格闘となる。半死半生の目に遭わせたチャーリーの体を、アクセルは引き込み線の上をどこまでも引きずってゆく。

## キャスト
※括弧内は日本語吹替（初回放送1975年12月2日 NET）
- アクセル・ノードマン：ジョン・カサヴェテス（納谷悟朗）
- トミー・テイラー：シドニー・ポワチエ（田中信夫）
- チャールズ・マリック：ジャック・ウォーデン（雨森雅司）
- ルーシー・テイラー：ルビー・ディー